# Sledge (Mississippi)
Sledge è una città (town) degli Stati Uniti d'America, situata nella contea di Quitman, nello Stato del Mississippi.